# Most im. Jana Pawła II w Puławach
Most Jana Pawła II w Puławach – stalowy most drogowy w  Puławach na Wiśle będący częścią Północnej Obwodnicy Puław w ciągu drogi ekspresowej S12 z Radomia do Lublina.
Most noszący imię Papieża Jana Pawła II otwarto 11 lipca 2008 roku. Prace budowlane rozpoczęte 7 marca 2006 roku trwały do czerwca 2008 roku.
Długość mostu to 1038,2  metra, szerokość 22,3 metra. Według stanu na styczeń 2019 roku, główne łukowe przęsło liczące 212 m długości jest drugim najdłuższym przęsłem łukowym w Polsce po moście gen. Elżbiety Zawackiej w Toruniu.
Koszt budowy samego mostu to 185 mln zł, a inwestycja współfinansowana była ze środków Europejskiego Funduszu Rozwoju Regionalnego. Wykonawcą było konsorcjum firm: Przedsiębiorstwo Robót Mostowych Mosty – Łódź SA (lider konsorcjum), Hermann Kirchner Bauunternehmung GmbH i Vistal Gdynia SA.